# Dagmar Rom
Dagmar Rom, född 16 juni 1928 i Innsbruck, död 13 oktober 2022 i Innsbruck, var en österrikisk alpin skidåkare. 
Rom blev olympisk silvermedaljör i storslalom vid vinterspelen 1952 i Oslo.